# Transporte nuclear

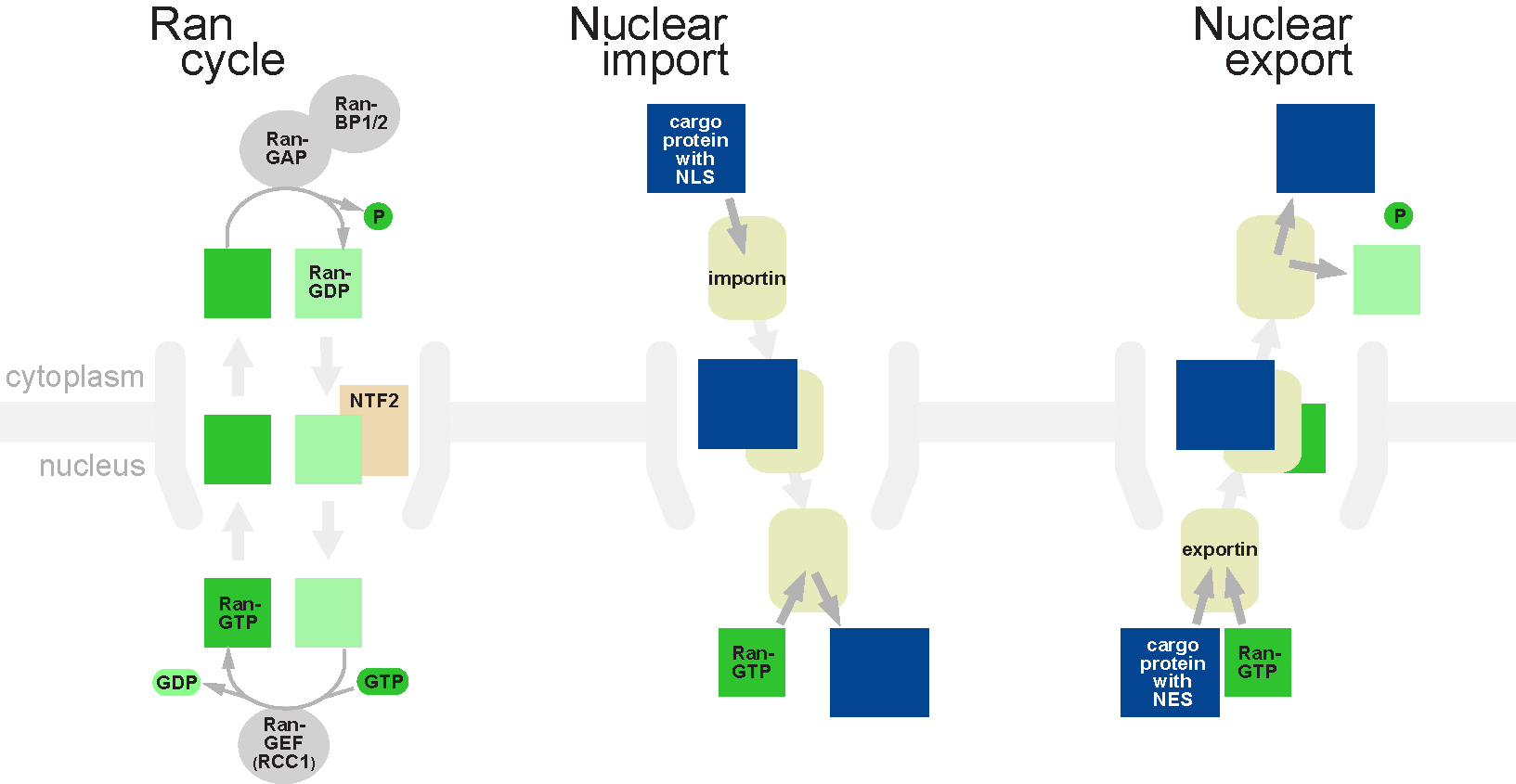
Macromoléculas, como o ARN e proteínas, são activamente transportadas através da membrana nuclear num processo denominado ciclo de transporte nuclear Ran-GTP.

A entrada e a saída de moléculas grandes do núcleo celular é altamente controlado pelos complexos de poros nucleares. Apesar de pequenas moléculas poderem entrar no núcleo sem regulação, as macromoléculas como o ARN e as proteínas requerem uma associação com carioferinas denominadas importinas para entrarem no núcleo e exportinas para sair.
As proteínas que irão ser importadas para o núcleo a partir do citoplasma transportam consigo um sinal de localização celular que está ligado por importinas. O sinal é uma sequência de aminoácidos que serve como etiqueta. São diversos quanto à sua composição e são principalmente hidrofílicos, apesar de já se terem referenciado sequências hidrofóbicas.
As proteínas o ARN de transferência, e as subunidades ribossómicas agregadas são exportadas do núcleo devido a associação com exportinas, que se ligam a sequências sinalizadores denominadas sinais de exportação nuclear. A habilidade das importinas e exportinas transportarem a sua carga é regulada pela pequena GTPase relacionada com Ras, a Ran.